# Wallace McCutcheon Jr.
Wallace McCutcheon Jr (23 de diciembre de 1880 – 27 de enero de 1928) fue actor, director y bailarín, tanto teatral como cinematográfico, de nacionalidad estadounidense, activo en la época del cine mudo. 

## Biografía
Nacido en Nueva York, su padre era el director Wallace McCutcheon, el cual trabajaba en la productora American Mutoscope and Biograph Company, y que, en 1908 y por problemas médicos, fue reemplazado por su hijo, el mayor de ocho hermanos. Wallace Jr. era actor de comedia musical, y para Biograph rodó algunas películas como intérprete, además de dirigir tres, dos de ellas en colaboración con D. W. Griffith. William Jr. fracasó como director de Biograph, y los estudios confiaron la tarea a Griffith, que no solo demostró estar a la altura de la situación, sino que llegó a ser una de las figuras fundamentales de la historia del cine. 
Wallace McCutcheon Jr. participó en la Primera Guerra Mundial, siendo licenciando con el empleo de mayor, y entre 1918 y 1920 actuó de nuevo en algunos filmes, y más tarde volvió al teatro.
En 1919 se casó con la popular actriz Pearl White, aunque la pareja se divorció en 1921. Tras el divorcio, McCutcheon cayó en una depresión y en el alcoholismo. Finalmente, en 1928, a los 48 años de edad, fue encontrado muerto en la habitación de un hotel en Los Ángeles, California. El motivo de la muerte fue un suicidio por arma de fuego.

## Filmografía

### Actor
- Over the Hill to the Poorhouse, de Stanner E.V. Taylor (1908)
- The Kentuckian, de Wallace McCutcheon (1908)
- The Fight for Freedom, de D.W. Griffith y Wallace McCutcheon Jr. (1908)
- The Floor Below, de Clarence G. Badger
- The Black Secret, de George B. Seitz (1919)
- A Virtuous Vamp, de David Kirkland (1919)
- The Phantom Foe, de Bertram Millhauser (1920)
- The Thief, de Charles Giblyn (1920)

### Director
- At the Crossroads of Life (1908)
- The Fight for Freedom, codirigida con David W. Griffith
- The Black Viper, codirigida con David W. Griffith

## Teatro
- Are You My Father? (Broadway, 8 de octubre de 1903)
- The Dictator, de Richard Harding Davis (Broadway, 4 de abril de 1904 - 30 de mayo de 1904)
- The Dictator (Broadway, 24 de agosto de 1904 - septiembre de 1904)
- A Fool and His Money (Broadway, 26 de octubre de 1904 – noviembre de 1904)
- On the Quiet, de Augustus E. Thomas (Broadway, 11 de diciembre de 1905)
- The Ranger (Broadway, 2 de septiembre de 1907)
- Personal (Broadway, 3 de septiembre de 1907 - octubre de 1907)
- The Easterner (Broadway, 2 de marzo de 1908)
- The Girls of Gottenberg (Broadway, 2 de septiembre de 1908 - 28 de noviembre de 1908)
- The Slim Princess (Broadway, 2 de enero de 1911 - 1 de abril de 1911)
- The Red Rose (Broadway, 22 de junio de 1911 – septiembre de 1911)
- Eva (Broadway, 30 de diciembre de 1912 - 18 de enero de 1913)
- Her Little Highness, de Channing Pollock y Rennold Wolf (Broadway, 13 de octubre de 1913 - 25 de octubre de 1913)
- The Dancing Duchess - coreografía (Broadway, 19 de agosto de 1914 – 20 de agosto de 1914)
- The Rat, de Constance Collier y Ivor Novello (Broadway, 10 de febrero de 1925 - mayo de 1925)
- Earl Carroll's Vanities (Broadway, 6 de julio de 1925 – 27 de diciembre de 1925)